# Verandas Willems/2013
Deze pagina geeft een overzicht van de Verandas Willems-wielerploeg in  2013.

## Renners
| Naam                  | Geboortedatum | Nationaliteit | Ploeg 2012                     |
| --------------------- | ------------- | ------------- | ------------------------------ |
| Quentin Borcy         | 24-02-1991    | België        | Neo                            |
| Jeremy Burton         | 13-09-1984    | België        | Geofco-Ville d'Alger           |
| Jean Albert Carnevali | 19-09-1993    | België        | Neo                            |
| Christopher Deguelle  | 11-05-1991    | België        | Neo                            |
| Dimitri Fauville      | 15-02-1988    | België        | Neo                            |
| Sergio Ferrari        | 26-12-1978    | België        | Neo                            |
| Gert Lodewijks        | 31-01-1992    | België        | Neo                            |
| Nicolas Mertz         | 30-07-1993    | België        | Neo                            |
| Olivier Pardini       | 30-07-1985    | België        | Colba-Superano Ham             |
| Antoine Pirlot        | 14-07-1990    | België        | Neo                            |
| Olivier Poppe         | 08-04-1992    | België        | T.Palm-Pôle Continental Wallon |
| Guillaume Rase        | 10-04-1991    | België        | Neo                            |
| Florent Serry         | 04-01-1991    | België        | T.Palm-Pôle Continental Wallon |
| Floris Smeyers        | 10-09-1990    | België        | Neo                            |
| Kevin Thomé           | 15-06-1989    | België        | Wallonie Bruxelles-Crelan      |
| Niels Vandyck         | 30-08-1990    | België        | Bofrost-Steria                 |
| Stagiairs             |               |               |                                |
| Thomas De Troch       | 16-12-1993    | België        | Neo                            |
| Michael Goolaerts     | 24-07-1994    | België        | Neo                            |